# Trancheuse
Ne doit pas être confondu avec Trancheuse à jambon.
Une trancheuse est un équipement de construction utilisé pour creuser des tranchées. Typiquement, on utilise la trancheuse pour poser des tuyaux — en polyéthylène haute densité (PEHD) ou polychlorure de vinyle (PVC) —, des câbles ou encore pour réaliser des opérations de drainage. Les trancheuses peuvent être classées en trois catégories qui sont les trancheuses à roues, les trancheuses à chaînes et les micro-trancheuses.

## Types
Il existe différentes tailles de trancheuses ainsi que différents types. Chaque sorte de trancheuse va dépendre des caractéristiques de la tranchée à réaliser (profondeur, largeur) ainsi que du type de sol rencontré (dur, tendre).

### Trancheuses à roues
La trancheuse à roue (ou scie à rocher) est l'outil idéal pour la réalisation de tranchées et de pose mécanisée simultanée, pour le déploiement de réseaux (télécommunication, électricité, drainage, eau, gaz, assainissement, etc.) en milieu rural et urbain. Elle peut être sur chenilles ou bien sur pneus. La trancheuse à roue est une méthode plus rapide et plus économique comparée à la trancheuse à chaîne.
En effet grâce à sa conception, la roue permet d'atteindre des profondeurs variables avec le même outil, tout en gardant un angle de travail constant avec une roue de diamètre relativement faible (ce qui permet de réduire le poids de la trancheuse et donc la pression au sol et sa hauteur à des fins de transport en particulier).
Son autre avantage et non des moindres est proposé par les éléments de coupe. Ces segments (six à huit selon le diamètre) sont placés autour de la roue. Ils portent des dents qui sont plus ou moins denses selon le terrain rencontré. Ces outils qui peuvent être facilement modifiés manuellement permettent d'ajuster la largeur de coupe sur la même roue selon la largeur de tranchée souhaitée. Les dents sont placées dans une configuration semi-sphérique afin d'augmenter l'élimination des matériaux de la tranchée. Les dents sont amovibles et composées d'acier à haute résistance (acier HLE) et de carbure de tungstène. Lorsque la machine est en usage intensif, les dents peuvent avoir besoin d'être remplacées fréquemment, voire quotidiennement.

### Trancheuses à chaînes
La trancheuse à chaîne est l'outil idéal pour l'ouverture de tranchées pour des réseaux à fort diamètre (télécommunication, électricité, drainage, eau, gaz, assainissement, etc.) en milieu rural. Pour réaliser la tranchée, elle utilise une chaîne tournant autour d'une armature en métal. Cela ressemble à une « grosse tronçonneuse ».
Ce type de trancheuse peut creuser en profondeur et pour de fortes largeurs. La plupart du temps ce type de trancheuse est équipé d'un tapis d'excavation des déblais.

### Micro trancheuses
La micro trancheuse est utilisée pour travailler dans des espaces urbains. Elle est équipée d'une roue qui réalise des tranchées de faibles dimensions. Les tailles de tranchées allant de 5 à 15 cm de large (cf. norme XP P98-333) et à une profondeur maximale de 50 cm. Ces micro tranchées sont utilisées pour minimiser l'impact sur le trafic et l'impact sur la route, en raison de la taille réduite des tranchées et de la réduction des matériaux de déblais excavés.
La micro trancheuse permet de minimiser la gêne au niveau du trafic piéton et automobile durant la pose du réseau. Elle peut aussi être utilisée pour installer des réseaux FTTx. Enfin, une micro trancheuse peut travailler sur les trottoirs ainsi que dans les rues étroites des villes. La micro trancheuse peut trancher dans des sols plus durs qu'une trancheuse à chaîne. Elle est aussi utilisée pour trancher dans le bitume pour les travaux d'entretien des routes.

## Applications
Une trancheuse peut aussi être utilisée pour la mise en place de drainage avec drain et géotextile. La pose dans la tranchée peut s'effectuer de façon mécanisée, c'est-à-dire que le drain et le géotextile sont posés dans la tranchée directement après l'ouverture à la trancheuse puis rebouché. La pose est réalisée en un seul passage.

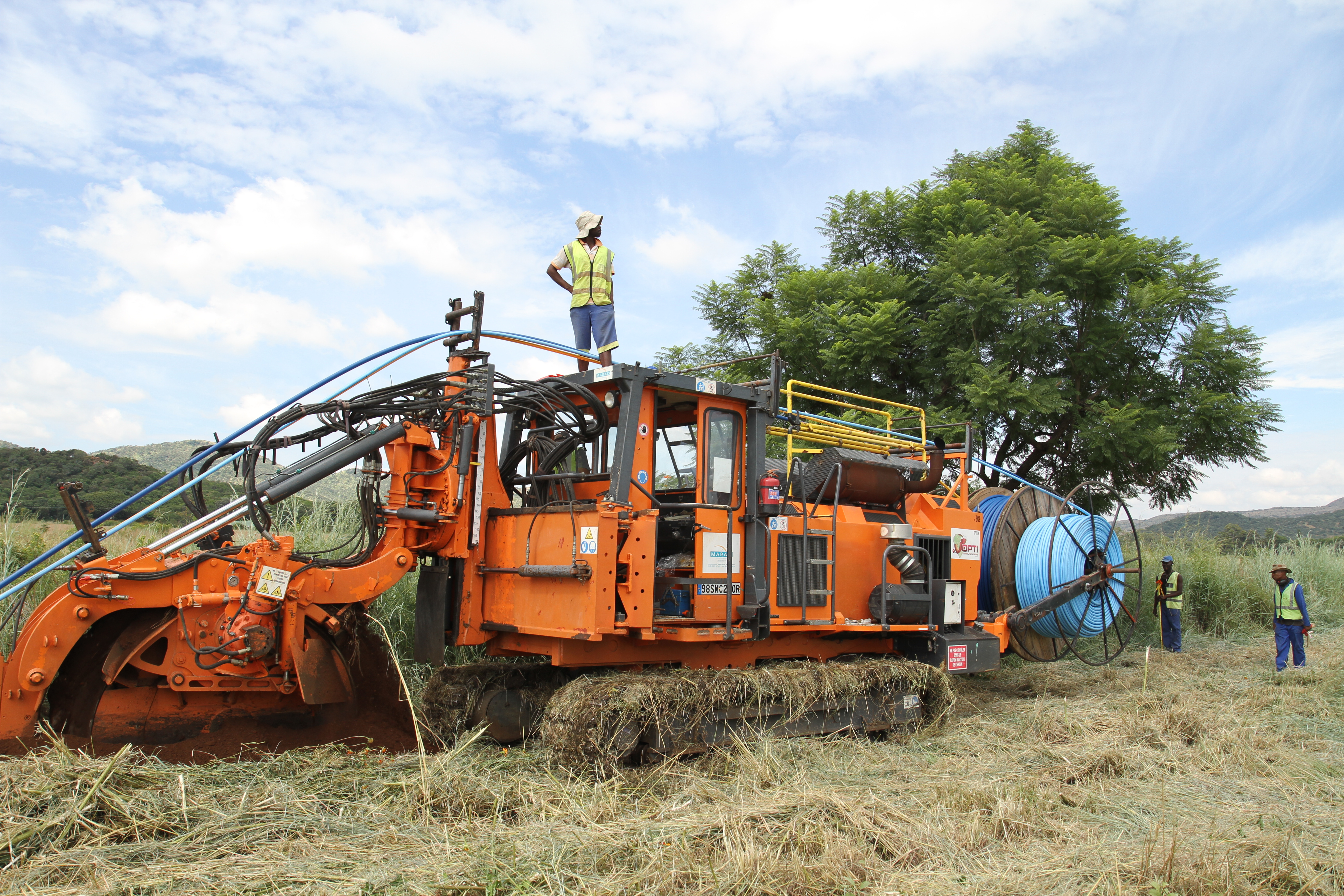
Une trancheuse à roue en Afrique du Sud.
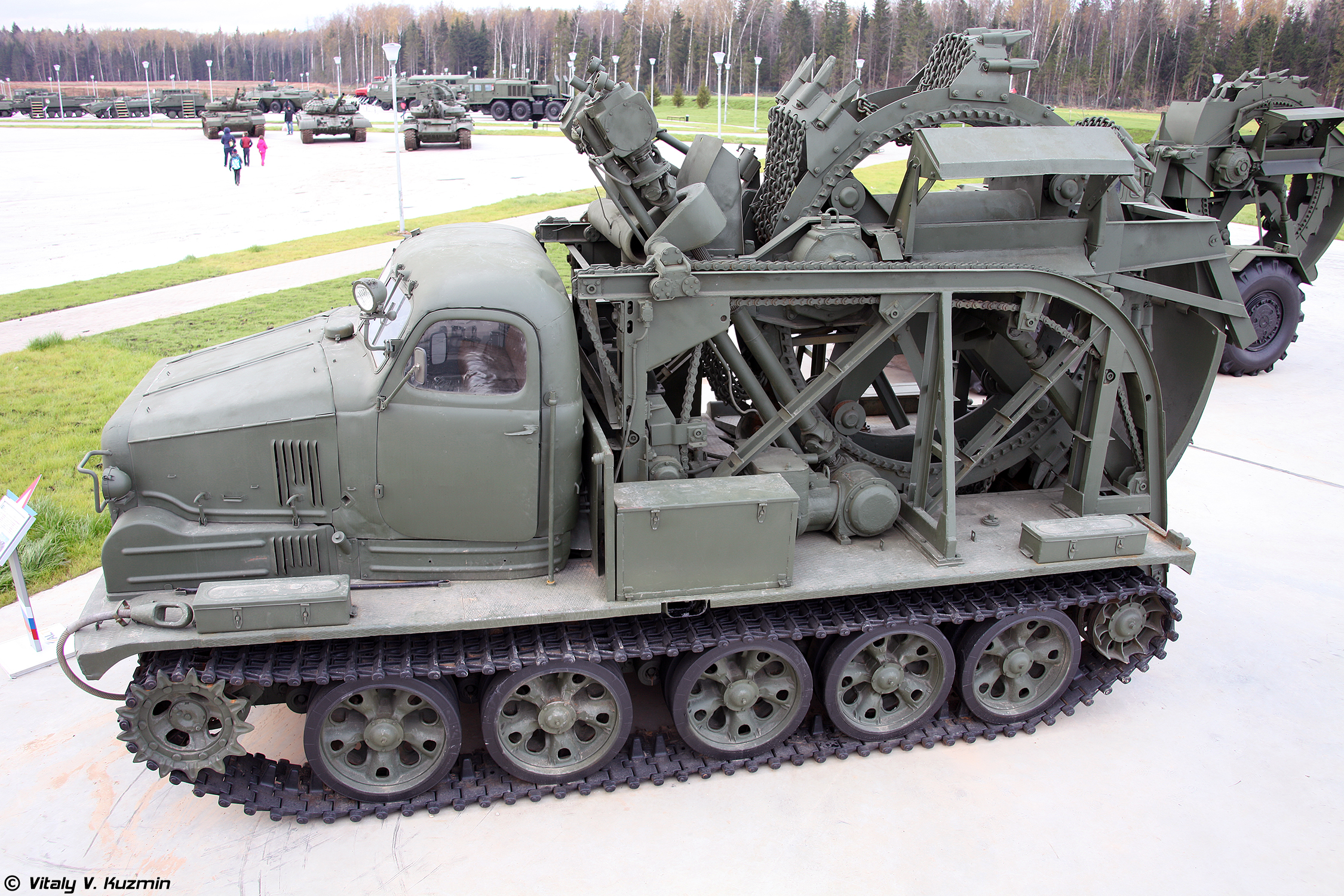
Trancheuse militaire soviétique BTM-3 sur chenilles.
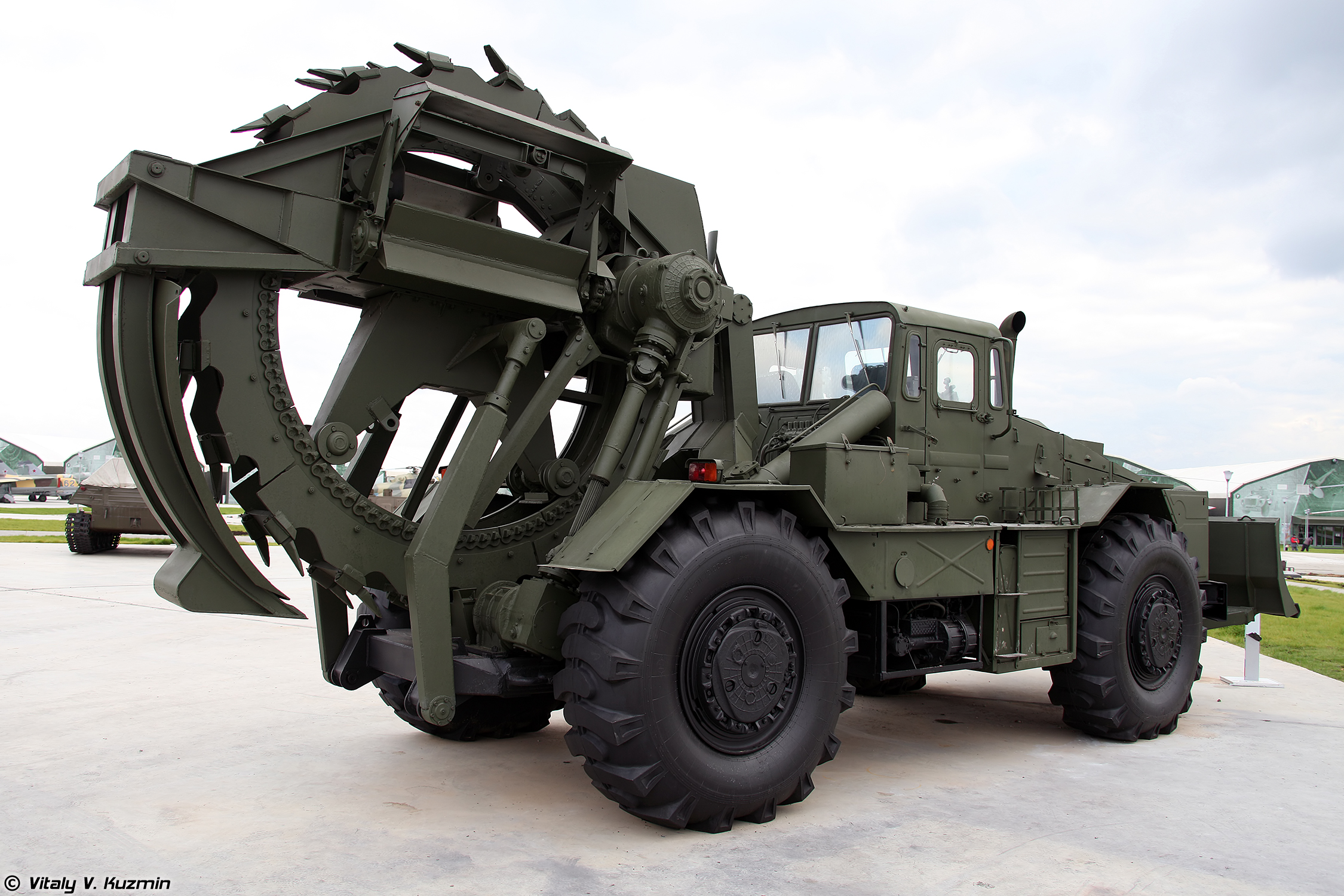
Trancheuse militaire russe TMK-2.
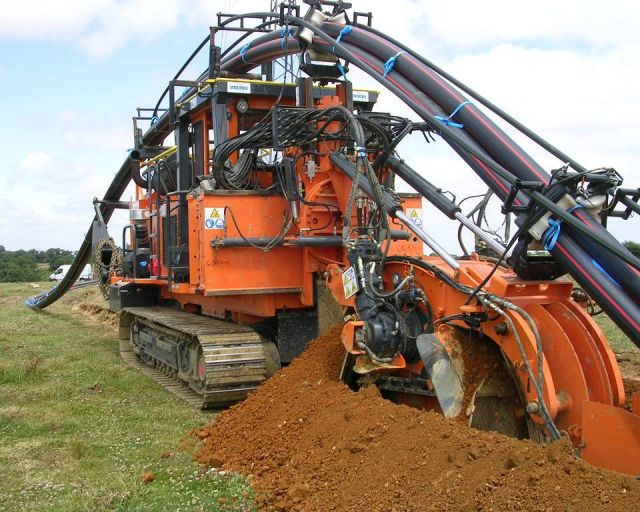
Pose mécanisée en trancheuse à roue.
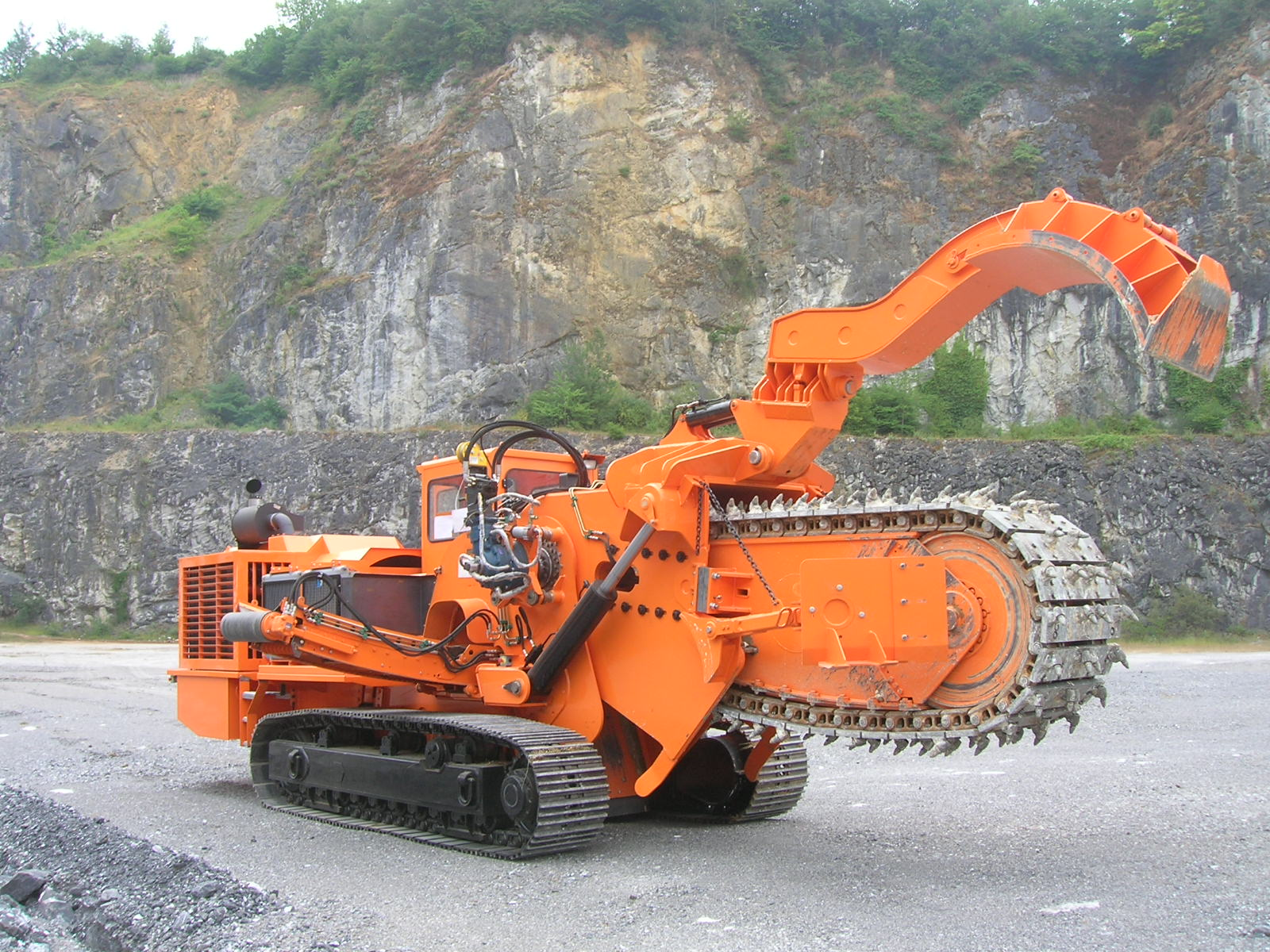
Trancheuse à chaîne.
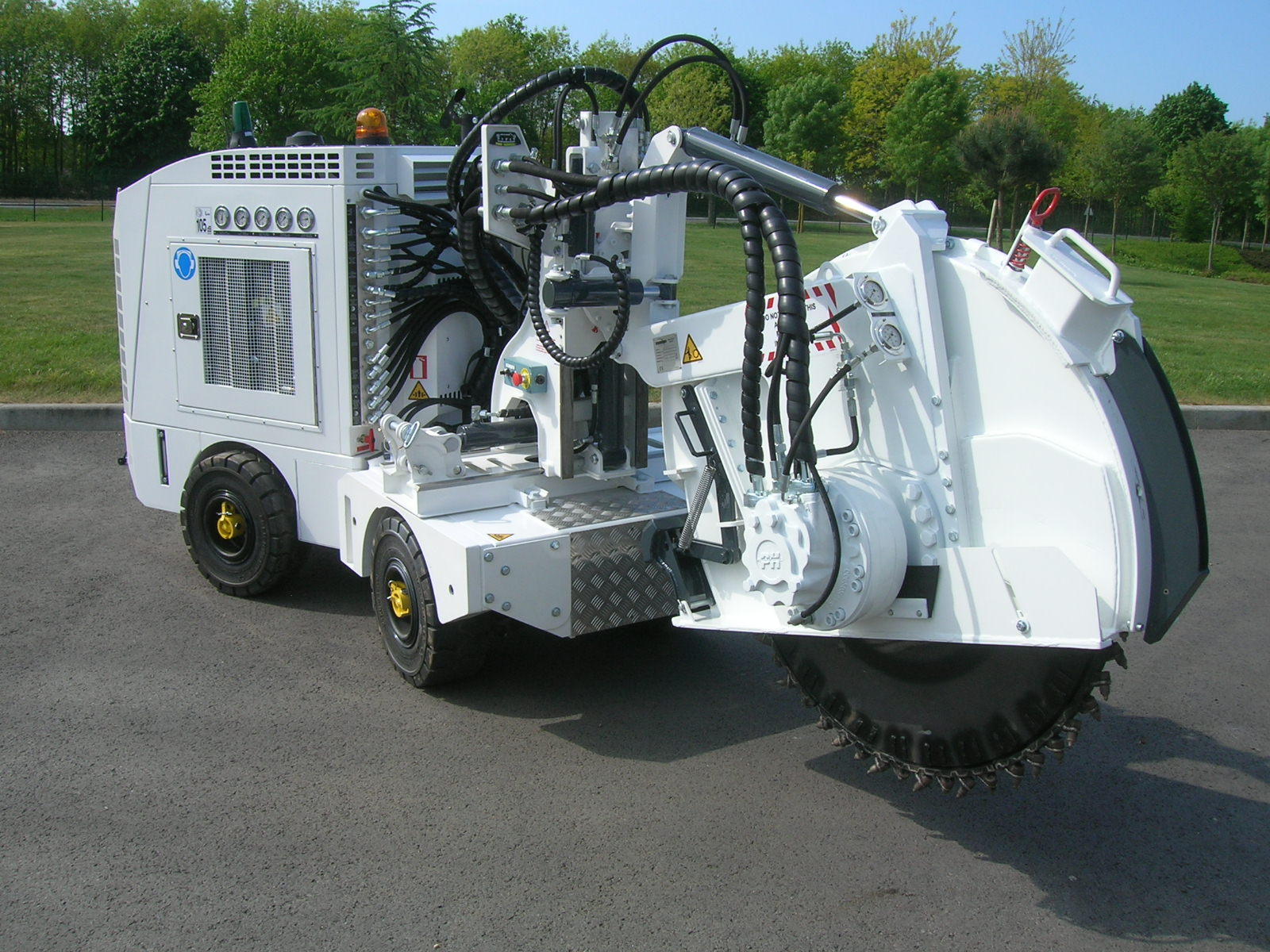
Micro trancheuse.

## Fabricants
- Ditch Witch (en)
- Marais
- Rivard
- Vermeer (en)